# Salicina
La salicina és un glicòsid considerat el precursor natural de l'aspirina. Té un paper com a profàrmac, antipirètic, analgèsic no narcòtic, antiinflamatori no esteroidal, inhibidor EC 1.14.99.1 (prostaglandina-endoperòxid sintasa) i metabòlit.

## Aspectes químics i físics
La salicina pura té una forma de pols cristal·lina blanca, de sabor molt amarga. Per hidròlisi perd la molècula de glucosa i es forma el seu aglicó, la saligenina.
- Pes molecular: 286,28
- Punt d'ebullició: 159-164 °C.
- Solubilitat:

1g en 23ml d'aigua, en 3ml d'aigua en ebullició, 90ml d'etanol o 30ml d'etanol a 60 °C. Soluble en àlcalis, piridina, àcid acètic. Gairebé insoluble en éter i cloroform.

## Noms científics i sinònims[3]
- α-hydroxy-o-tolyl β-D-glucopyranoside
- Salicilaldèhid-B-D-glucòsid
- 2-(Hidroximetil)fenil-ß-D-glucopiranòsid
- Salicil alcohol glucòsid
- Saligenin-B-D-glucòsid

## Toxicitat
Pot provocar una reacció al·lèrgica en la pell.

## Informació farmacològica
- Puresa mínima > 99%
- Accions: antipirètic, analgèsic, desinfectant i antisèptic.
- Ús: pal·liatiu dels efectes del reumatisme i artritis.
- Contraindicacions: possible hipersensibilitat.
- Dosi d'administració:[cal citació]
  - 250mg - 500mg d'extracte estandarditzat al 8% de salicina.
  - 1 gram - 2 grams de salicina.

## Fabricació
El principi actiu s'extreu de l'escorça del salze i de l'àlber, això n'explica el nom, derivat del nom llatí llatí de l'arbre: salix, genitiu salicis. La salicina, transformada en àcid, es fa reaccionar amb l'anhídrid acètic per formar l'àcid acetilsalicílic més conegut com a l'aspirina.
L'escorça trossejada del salze se submergeix en aigua molt calenta o amb mescles hidroalcohòliques. S'evapora el líquid obtingut fins a sequetat. El sòlid molt dona una pols de color groc-marronenca. El contingut de salicina pot variar entre un 12% i un 25%, segons la primera matèria utilitzada. Finalment, s'estandarditza amb excipients farmacèutics.
Es troba entre d'altres en l'escorça del salze dafnoide, saulic, vimetera, salze blanc, gatsaule i Salix tetrasperma així com en el pollancre ver, àlber i trèmol i encara en la reina dels prats.